# الجبل الجنوبي (نيويورك)
الجبل الجنوبي هو جبل يقع في جبال كاتسكيل في نيويورك جنوب والتون. يقع جبل والتون من الغرب إلى الشمال الغربي، ويقع جبل بير سبرينغ شمالاً، ويقع جبل هوك جنوب الجبل الجنوبي.